# René de Birague
Pour les articles homonymes, voir Birague.
René de Birague, aussi Biraghe (italien : Renato Birago) est un chancelier de France et un cardinal, né à Milan (actuellement en Italie) le 2 février 1506 et mort le 24 novembre 1583 à Paris.
Issu d'une riche famille milanaise, il a durant les guerres d'Italie une brillante carrière de magistrat au service de la France avant de devenir dans les années 1570 un conseiller influent de la reine Catherine de Médicis.

## Biographie
Il sortait d'une maison noble et ancienne, attachée à la France. Il était le fils de Galeas de Birague qui fut gouverneur de Pavie et d'Antonia Trivulce, sœur du capitaine Jean-Jacques Trivulce. Après la défaite de François Ier à Pavie en 1525, il doit se retirer en France pour échapper à la vengeance de Ludovico Sforza, duc de Milan. François Ier et Henri II l'emploient pour plusieurs missions en Italie : il est conseiller du maréchal de Brissac en Piémont, puis premier président du sénat de Turin, enfin lieutenant-général au gouvernement de Piémont.
En 1565, il est naturalisé français. Il devint conseiller au Parlement de Paris, puis gouverneur du Forez, du Lyonnais et du Beaujolais.
En 1568, Il est nommé surintendant des finances puis, en 1570, garde des sceaux. À Lyon, il favorise la réaction catholique et poursuit si vigoureusement les réformés que nombre d'entre eux s'éloignent de la ville. Il semble être un des inspirateurs du massacre de la Saint-Barthélemy en 1572. En 1573, il fut récompensé de ses services en étant nommé chancelier de France en remplacement de Michel de l'Hospital.
Il joue un grand rôle sous le règne d'Henri III comme un des principaux opposants aux protestants.  Devenu veuf de Valentine Balbiani, il embrassa sur la fin de sa vie l'état ecclésiastique et devint évêque de Lodève en 1573, puis cardinal en 1578 mais le roi lui retire la fonction de garde des sceaux. En 1579, il est nommé commandeur de l'ordre du Saint-Esprit nouvellement créé. En 1582, il reçoit l'évêché de Lavaur. Il a été abbé de Flavigny, abbé de Longpont, abbé de Saint-Pierre de Sens, abbé de la Sainte-Trinité de Tiron (1578-1582), prieur de Souvigny, prieur de Sainte-Catherine du Val-des-Écoliers où il a été enterré.

## Iconographie
Plusieurs médailles à l'effigie de René de Birague ont été réalisées de son vivant. La plus célèbre est un médaillon attribué à Germain Pilon, fondu vers 1577, qui est un chef-d'œuvre de l'art du portrait. À Paris, le département des Monnaies, médailles et antiques de la Bibliothèque nationale de France en conserve un exemplaire.
On conserve au musée du Louvre un priant en bronze attribué à ce même artiste par comparaison avec la médaille, qui se trouvait dans l'église Sainte-Catherine-du-val-des-écoliers.

## Armoiries
La famille de Birague porte d'argent, à trois fasces bretessées et contre bretessées de gueules de cinq pièces, chargées chacune de cinq trèfles d'or ; devise : Jubet agnus aris.
Le cardinal, d'après son portrait conservé au château de Versailles, brise : de gueules fascé bretessé et contre bretessé d'or, chaque pièce des fasces chargée d'un trèfle de gueules.

## Pour approfondir